# 10972 Merbold
10972 Merbold eller 1188 T-2 är en asteroid i huvudbältet som upptäcktes den 29 september 1973 av den nederländsk-amerikanske astronomen Tom Gehrels och det nederländska astronomparet Ingrid van Houten-Groeneveld och Cornelis Johannes van Houten vid Palomarobservatoriet. Den är uppkallad efter den tyske astronauten Ulf Merbold.
Asteroiden har en diameter på ungefär 5 kilometer.